# Брустурі (Арад)
Брустурі (рум. Brusturi) — село у повіті Арад в Румунії. Входить до складу комуни Хелмаджу.
Село розташоване на відстані 343 км на північний захід від Бухареста, 103 км на схід від Арада, 87 км на південний захід від Клуж-Напоки, 126 км на північний схід від Тімішоари.

## Населення
За даними перепису населення 2002 року у селі проживали 515 осіб, усі — румуни. Усі жителі села рідною мовою назвали румунську.